# 日本のモータースポーツ
日本のモータースポーツ（にほんのモータースポーツ）では、日本におけるモータースポーツの歴史と現状について述べる。

## 歴史

### 1930年代以前
日本で行われた自動車競技で記録として残る最古のものは、1908年に開催されたニューヨーク・パリ間レースである。ニューヨークを出発してシアトルから渡航してきた車両を横浜から迎え入れ、日本海に抜ける為に敦賀まで480kmを縦断するものだった。ただし、これはあくまでコースの一部が日本を通過したに過ぎない。
日本国内で主催・開催された自動車競技で最古に記録されるものは1914年に東京の目黒競馬場にてアメリカ在住の日本人が4台の自動車を持ち込みデモンストレーションランを行ったが、興行的に失敗に終わっている。1922年には東京・洲崎にて報知新聞社の主催で「第1回日本自動車レース」が開催され、1926年まで計11回開催された。また1927年の中部巡回モーターサイクルレースなど、オートバイによるレースもこの頃開催された記録が残っている。
1936年には多摩川河川敷に日本初の常設サーキットである多摩川スピードウェイがオープンし、同年6月には同サーキットにて「第1回全日本自動車競走大会」が開催された。このレースにはまだ当時浜松市で自動車修理工場を経営していた本田宗一郎も参加し、日産自動車もダットサンで事実上のワークス参加をしていた。同レースは1939年まで計5回開催されたが、第二次世界大戦の勃発に伴い日本国内もモータースポーツの開催が厳しい状況となり、中断を余儀なくされていった。

### 1940年 - 1950年代
太平洋戦争により自動車を含む日本の産業基盤が大きく破壊されたことから、戦後の日本においては自動車よりも部品点数が少なく容易に生産が可能なオートバイによるレースの方が先に復活への動きを始めた。1949年には全日本モーターサイクル選手権大会開催を主な目的に日本小型自動車競走会が発足し、同年11月には多摩川スピードウェイで全日本モーターサイクル選手権大会を開催している。これが契機となり、翌1950年には小型自動車競走法が成立、同年10月に船橋オートレース場で初のオートレースが開催された。
さらに1953年には名古屋市を中心とした中京地区の公道を舞台とした「名古屋TTレース」や、富士山を舞台にした「富士登山軽オートバイ競走大会」が開催されたほか（同大会はその後4年間に渡り開催された）、1955年には群馬県の浅間山山麓にて「第1回浅間高原レース」が開催。同レースは日本の主なオートバイメーカーがワークス・チームを組織してレースに参戦した初のレースとなり、以後1959年まで計3回開催され、日本のオートバイメーカーの技術力向上に大きく貢献した。また本田技研工業（ホンダ）が1959年より、当時WGPの一戦でもあったマン島TTレースへの参戦を開始するなど、国外のレースへ参戦する動きも徐々に始まっている。
四輪ではトヨタ自動車が1957年、日産自動車が1958年にそれぞれオーストラリアモービルガストライアルに参戦し、トヨタが初代クラウンで完走でクラス3位、日産も難波靖治がダットサン・210を駆りクラス優勝を遂げた。国内では1959年の「第1回日本アルペンラリー」はじめとするイベントが催されるなど、四輪はラリーの世界から文化を芽生えさせていった。

### 1960年代
1960年代に入ると、日本でも本格的な常設サーキットを開設する気運が高まり、1962年にはホンダが三重県に鈴鹿サーキットを開設。これにより自動車によるレースが本格的に復活する環境が整い、1965年には船橋サーキット、1966年には富士スピードウェイがオープン。これらのサーキットを舞台に1963年より日本グランプリが、1967年に富士24時間レースなどの大規模なレースが開催されるようになり、トヨタ自工（当時）・日産・プリンス自動車工業のワークス・チームを中心に戦いが繰り広げられた。
なおこの頃の日本の自動車レースは、ほとんどが現代でいうところのツーリングカーレースで、一部プロトタイプレーシングカーによるレースが含まれるという状態であった。1966年には三菱重工がコルトフォーミュラを開発し日本グランプリに参戦するなど、一部でフォーミュラカーの開発・製造を行う動きもあったものの、大勢とはならなかった。
現在までレジェンドとして名を馳せているレーシングドライバーたちもこの頃に登場しているが、四輪レーシングカーを走らせるテクニックが未熟であったという要因もあり、オートバイを走らせることでスピード感等への慣れに一日の長があった二輪ライダーが数多く四輪のレーシングドライバーに転向しているのが大きな特徴である。当時二輪から四輪に転向した有力ドライバーは生沢徹・高橋国光・北野元・黒澤元治・長谷見昌弘・星野一義など多数に及び、特に日産は積極的に2輪ライダーを自社のドライバーとして採用した（これにはホンダのワークスライダーから日産のドライバーに転向した田中健二郎の影響も大きい）。一方トヨタは浮谷東次郎・式場壮吉・福澤幸雄・細谷四方洋・舘信秀といったライダー上がりではないドライバーを積極的に起用しており、2メーカーで大きく方針が分かれていた。
1961年には日本モーターサイクルスポーツ協会（MFJ）が発足し、1967年には全日本ロードレース選手権がスタートした。このほか1950年代の浅間火山レースの流れからモトクロスも盛んとなり、やはり1967年には全日本モトクロス選手権がスタートするなど、現代の国内二輪競技の基礎がこの時代に固まった。
1960年代は東京オリンピックや新幹線開通など高度経済成長期の真っ盛りでもあり、国内二輪・四輪メーカーも本格的に海外市場へと打って出始め、これに合わせてモータースポーツの海外進出も盛んに行われた。四輪事業に進出したばかりのホンダが1964年にF1への参戦を開始し、1965年に早くもフルコンストラクター体制での初優勝を飾っている。また1966年のF2ではホンダエンジンを積んだブラバムチームが11連勝を挙げる大成功を収めた。一方古くから四輪事業に参入していたトヨタ、日産、三菱はラリーに活路を見出し、WRC（世界ラリー選手権）の開幕より前に海外でラリー活動を行っていた。特に日産はサファリラリーに1963年から参戦し、その結果を書籍化・映画化するなど、大々的に広報に活用した。またトヨタ・日産は北米のCan-Amにも日本人ドライバーとマシンを送り込んだ。マツダもマカオグランプリやシンガポールグランプリにファミリアで参戦し、クラス優勝を獲得している。
生沢徹は日本で稼いだ賞金でたびたび渡欧し、イギリスF3で複数回勝利した上、スポーツカー世界選手権にもスポット参戦してクラス優勝を挙げている。彼はプライベーターとしての日本人ドライバーの海外進出の先駆けとなった。
二輪ではすでにホンダが1959年よりWGPへの参戦を開始していたが、これにヤマハ発動機・スズキ・川崎重工業など他のメーカーも追随。1960年以降のWGPの中小排気量クラスは日本勢メーカーがチャンピオンシップをほぼ独占するようになり、1966年にはホンダが全5クラスのコンストラクターズ部門を制覇するという快挙を達成している。日本人ライダーとしては、1961年にホンダの高橋國光が250ccクラスで日本人のGP初優勝を飾り、年間ランキングで4位につけた。1964年にはホンダの田中禎助も125ccクラスで優勝を果たした。
逆に海外レーサー・マシンの国内参戦も盛んに行われた。先述の四輪の第一回日本グランプリには10名近くにも上る海外選手が参戦し、ロータス駆るピーター・ウォーが総合優勝している。二輪でも1963年にはロードレース世界選手権（WGP）の最終戦となる鈴鹿での日本グランプリが始まり、以降1967年富士まで開催されている。
なお1960年代は自動車業界再編の時代でもあり、日本グランプリでポルシェを破って名を馳せたプリンスは日産に吸収合併され、同じく日本グランプリにプロトタイプレーシングカーで参戦していた日野自動車とダイハツ工業のサーキットレース活動は、事実上の親会社となったトヨタの活動に一本化された。トヨタとヤマハの協業もこの頃からで、2000GTとトヨタ・7から、ヤマハのチューニングしたトヨタエンジンを用いたレーシングカーの歴史が始まっている。

### 1970年代
1970年代は、日本のモータースポーツにとっては「冬の時代」であった。1970年にはトヨタ・日産の2大メーカーが日本グランプリからの撤退を発表し同年の日本グランプリが中止に追い込まれたほか、1973年に発生した第一次オイルショックの影響で自動車メーカーが一斉にワークス活動を中止したことから、それまで自動車メーカーと契約してワークスマシンに乗ることで生活を成り立たせていたドライバーの多くが路頭に迷うこととなった。
しかしその中から、独自にレーシングガレージを設立してプライベーターとしてレース活動を継続しようとする者が多数現れた。既に1968年に日産・大森ワークスのドライバーである鈴木誠一が東名自動車（現・東名パワード）を設立したりしていたが、1972年にはシグマオートモーティブ（現在のサード）、1973年にはノバエンジニアリングとキャロッセ、1974年にはトムス、1975年には童夢など、現在でも日本のモータースポーツ界を代表するような有力プライベーターチームやレーシングコンストラクターとして活動している企業が相次いでこの時期に誕生している。1971年に富士グランチャンピオンレース（富士GC）がスタートし、これに多くのプライベーターが参加し、レース界を賑わせた。
1973年にF2規定による全日本F2000選手権が誕生。1978年には全日本F2選手権へと改称されており、これが現在のスーパーフォーミュラにつながる国内トップフォーミュラシリーズの源流となっている。また1973年に全日本カート選手権、1979年には日本F3チャレンジカップ（現・全日本F3選手権）、1980年にはFJ1600がそれぞれスタートするなど、フォーミュラカーレースのピラミッド構造が整えられた。
海外ではホンダが1968年にF1から撤退し、日産・三菱も1970年代なかばにラリー活動を休止しているが、トヨタは欧州のプライベーターを支援するセミワークスという形で参戦を続けている。またトヨタのOHVエンジンをベースにヤマハがDOHC化した2T-G型1.6リッター直4エンジンはやがて国内外のF3を席巻するようになり、1970年代後半のFIA欧州F3選手権ではほぼ2T-Gエンジンのワンメイクエンジン状態となっていた。またマツダも北米にロータリーエンジンのスポーツカーを投入しはじめ、1979年にはRX-7がデビューし、人気を大きく高めた。先述のプライベーターたちも海外レースに参加しており、シグマはル・マン24時間レースに日本チームとして初めて挑戦した。
生沢に続いて風戸裕や鮒子田寛、桑島正美などの日本人ドライバーが、F2やF3などの欧州のフォーミュラカーレースに挑戦することが増えた。1976年にはF1の日本グランプリ（正確にはF1世界選手権インジャパン）が初めて開催され、長谷見昌弘や星野一義など、多数の日本人と日本チームが参戦した。しかし翌1977年の日本グランプリで観客の死亡事故が発生したことや、興行的には大きな赤字が出ていたことも影響し、開催はわずか2回で打ち切られている。
二輪は1968～69年代にホンダ、ヤマハ、スズキが一斉にWGPからワークスから撤退したことでやや下火となっていたが、その中でも全日本ロードレース選手権を始めとするシリーズは継続して開催されたほか、1978年には鈴鹿8時間耐久ロードレース（鈴鹿8耐）がスタートしている。1970年代半ばにはスズキとヤマハが再びWGPに戻り、両者で500ccクラスチャンピオンを分け合い、コンストラクターズ部門ではスズキが7連覇を達成している。またこの頃に川崎重工業（カワサキ）も中小排気量クラスでタイトルを獲得している。日本人ライダーも躍進し、片山敬済が350ccクラスでヤマハを駆り、日本人初の二輪世界選手権王者に輝いた。またヤマハの金谷秀夫は500ccクラスで前半戦終了時点でランキング1位（同率）であったが、「マシン開発」を名目に突如帰国したため、日本人初の最高峰クラス王者は幻と消えている。
北米ではカワサキが現代まで用いているイメージカラーのライムグリーンに塗られた大排気量マシンで活躍したのを皮切りに、日本メーカーのレース進出が始まった。フォーミュラ750ではヤマハが事実上のワンメイク状態を築いた。ヨシムラもアメリカ法人を設立し、スズキとの協業体制を築いている。
オフロードのモトクロス世界選手権では1970年スズキが250ccクラスでタイトルを獲得し、以降もライバルのハスクバーナを圧倒。125ccクラスでは1975年から10連覇を達成した上、1978年には渡辺明が125ccクラスでタイトルを獲得した（2021年現在まで唯一の日本人同シリーズタイトル）。1979年に初開催となったパリ-ダカール・ラリーでも、ヤマハが初代二輪部門王者マシンとなっている。
一方で暴走族の活動が最盛期を迎えており、日本におけるモータースポーツの認知度がまだ低かったことも重なり、「モータースポーツは暴走行為を助長するものであり好ましくない」との論調が一部マスコミで展開されるなど、暴走族の存在がモータースポーツにもマイナスの影響を及ぼしていた（一時はこれを遠因として富士スピードウェイの廃止が親会社の三菱地所によって検討されたりもした）。

### 1980年代
1980年代に入ると、日本の自動車メーカーもオイルショックによる影響から完全に立ち直り、徐々にワークス活動を再開し始めた。まずその動きは、富士GCの併催レースとして行われたシルエットフォーミュラレースから始まった。1983年に全日本耐久選手権（後の全日本スポーツプロトタイプカー耐久選手権（JSPC））が発足すると、トヨタ・日産・マツダが同シリーズに独自開発のグループCカーを投入し始めた。また1985年にはツーリングカーレースの全日本ツーリングカー選手権（JTC）も発足している。
自動車メーカー側も、日産がニッサン・モータースポーツ・インターナショナル（NISMO）、マツダがマツダスピード、三菱自動車がラリーアートといったレース専門子会社を設立するなどしてレース活動に本腰を入れ始めた。
トヨタ・日産・マツダはル・マン24時間レースや世界スポーツプロトタイプカー耐久選手権（WSPC）に参戦し、グループCの時代を彩どった。またラリーの世界でもトヨタ、日産、マツダ、三菱、スバル、ダイハツなどが世界ラリー選手権（WRC）に、三菱はラリーアートを通じてダカール・ラリーに、トヨタ・日産・三菱がグループA規定のサーキットマシンにと、各方向でモータースポーツは花開いた。マツダは1981年にRX-7でスパ・フランコルシャン24時間レースを制覇している。
しかしそうした中でも、格別の躍進を遂げたのがフォーミュラカーレース、殊にF1であった。ホンダが1980年よりF2へのエンジン供給を再開し、1983年にはスピリットへのエンジン供給を皮切りにF1でも活動を再開。1987年からは鈴鹿サーキットでF1日本グランプリが開催されるようになり、同年にロータスからF1デビューを果たした中嶋悟の存在、フジテレビによるF1全戦中継（F1グランプリ）の開始などの影響から空前のF1ブームが巻き起こった。T-SQUAREの『TRUTH』のオープニングから始まり、古舘伊知郎や三宅正治が実況するF1ドラマに、それまでモータースポーツに一切縁のなかった老若男女たちもセナ・プロ（アイルトン・セナとアラン・プロスト）をはじめとするF1のスターたちに熱狂した。
こうしたF1人気にバブル景気の掛け算で、1980年代後半になるとレイトンハウスやキャビンを筆頭にモータースポーツへのスポンサードを行う企業が激増。あまりにスポンサー企業が多すぎるあまり、『耳無し芳一』と揶揄されるほどびっしりと細かい字でスポンサー企業が書かれているようなマシンもあった。このため各レースにエントリーする車の台数も非常に多くなり、当時の全日本F3選手権では予選を2組に分けて実施していたほどであった。1987年に全日本F2から改称した全日本F3000選手権もF1人気にあやかり、大観衆で毎戦賑わった。さらに第二のホンダを目指してF1への参戦を目論む多数のプライベーターや、メーカーでも富士重工業（スバル）もF1のコローニチームにエンジンを供給したが、これらはいずれも失敗に終わっている。ホンダと同じく二輪メーカーのヤマハも、この時期全日本F3000にエンジンコンストラクターとして参戦している。
一般人からの人気を背景に、鈴鹿8耐などを中心に、それまではあくまでレースの表彰台等に華を添える存在でしかなかったレースクイーンが数多く登場。芸能界への登竜門として注目を集めるようになり、実際岡本夏生などレースクイーンから芸能界への転身を果たす人間が複数現れるに連れてさらに人気が上昇するようになった。逆に8耐で「チーム・シンスケ」監督となった島田紳助や、レーサーを経て現在は日本有数のプライベーターの監督を務める近藤真彦のように、芸能界からレース界に入る者も多数現れている。パリダカでもTV番組とのタイアップで『なるほど!ザ・ワールド号』が参戦し、TVディレクターがドライブして完走を果たしている。
二輪では引き続きWGPでヤマハ・スズキが争うが、1979年にここにホンダも加わった。ホンダは創業者・本田宗一郎以来のこだわりから4ストロークエンジン車で復帰。しかし芳しい結果を残せなかったため、1982年にレース子会社のホンダ・レーシング（HRC）の設立とともに2ストロークに転向し、以降は500cc/250ccともにヤマハとタイトルを分け合う存在になった。モトクロスでもホンダは1970年代からワークス参戦こそ続けているものの長らく未戴冠の状態であったが、1980年全日本でプロリングサスペンションを用いたマシンで250ccクラスチャンピオンを獲得すると、以降同クラス9連覇の快挙を達成。世界選手権でも1987年以降はコンスタントにタイトルを獲得できるようになった。一方でカワサキは1983年をもってWGPから撤退している。また全日本ロードレースでは、ヤマハの平忠彦を筆頭とするスターたちが一斉を風靡し、四輪同様に人気を集めた。

### 1990年代
バブル崩壊の影響を日本のモータースポーツも受けることとなる。1992年には世界的なグループCカテゴリーの衰退の影響を受けてJSPCがシリーズを終了したほか、全日本F3000・全日本F3などもエントリー数が激減。「第2のマカオグランプリ」を狙って1990年にスタートした「インターナショナルF3リーグ」もわずか4回で開催休止に追い込まれた。二輪の世界でも全日本ロードレース選手権のGP500クラスが1993年を最後に終了、翌年よりトップカテゴリーがスーパーバイク（市販車ベース）となるなどの影響が出ている。自動車メーカーも経営難に陥るところが増え、1992年にホンダはF1から、日産とマツダがル・マンとWRCから撤退している。
バブル時代に計画されたサーキットが次々とオープンしたのも90年代前半の特徴で、オートポリス、TIサーキット英田（現・岡山国際サーキット）、十勝インターナショナルスピードウェイなどがこの時期にオープンしているほか、旧西日本サーキットがMINEサーキットとしてリニューアルされたのもこの時期である。ただオートポリスはオープン後間もなく経営難となり運営会社が破産、TIサーキット英田も後に親会社が倒産するなど、自動車メーカー同様にバブル崩壊による影響が及んでいる。
しかしそうした不況とは裏腹に日本勢の躍進は目覚ましかった。日産・スカイラインGT-R、ホンダ・NSX、トヨタ・スープラ、スバル・インプレッサWRX STI、三菱・ランサーエボリューションといった市販スポーツカーの名車たちが多く登場し、GTやラリーで活躍した。ル・マンではマツダが1991年に日本メーカー初となる悲願の総合優勝を果たし、NSXも1995年にGT2クラスで優勝。IMSAではトヨタと日産がデイトナ24時間レース総合優勝・選手権制覇の快挙を達成している。F1でも撤退後のホンダが無限ブランドでコミットし続け複数回の勝利を挙げたほか、ヤマハも1989年からF1に参戦。1997年ハンガリーGPではあと一周で優勝というところでリタイアするという歴史的悲劇を味わっている。北米ではCARTにホンダ、トヨタ、インフィニティが参戦し、ホンダエンジンは1990年代後半のシリーズを制圧した。
グループA規定下のツーリングカーレースではR32型日産・スカイラインGT-Rが、ラリーではトヨタ・スバル・三菱がそれぞれ快進撃を開始。スカイラインGT-Rは国内49連勝をいう金字塔を打ち立て、海外でもスパ・フランコルシャン24時間レースやバサースト12時間レースなどを制圧し、グループA規定を各国で終焉に追い込むほどの強さを見せた。WRCではトヨタ・セリカが1990年に初めてランチアから王座を奪い取り、これにスバル・インプレッサと三菱・ランサーエボリューションが続き、1990年代を日本メーカーだけで支配し続けた。さらに三菱はダカール・ラリーでも躍進し、プジョー・シトロエンを相手に4度の総合優勝を飾っている。また日野自動車も1997年ダカールでトラック部門1-2-3フィニッシュを果たした。加えてパイクスピーク・ヒルクライムではトヨタ車とスズキ車が総合優勝を分け合った。
こうした日本メーカーの躍進に合わせて、篠塚建次郎が日本人初のWRCとダカール総合優勝、藤本吉郎が日本人初のサファリラリー総合優勝とAPRCチャンピオン、田口勝彦がAPRCチャンピオン、田嶋伸博がパイクスピーク・ヒルクライム総合優勝を達成している。またプライベーターとしても、1995年に関谷正徳が日本人として初めてル・マン総合優勝を達成。F1では日本人二人目のフルタイムドライバーとなった鈴木亜久里が日本グランプリで3位表彰台を獲得。以降も片山右京、中野信治、高木虎之介などのフルタイムF1ドライバーが続々と登場した。またCART/インディカーではヒロ松下が日本人として初めてフルタイム参戦。最高9位と振るわなかったものの、1990年代を通して戦い抜いた。
国内では1990年にN1耐久シリーズ（現在のスーパー耐久）、1994年には全日本GT選手権（JGTC）がスタート。同じく1994年には世界的なツーリングカーカテゴリー再編の動きに乗り、全日本ツーリングカー選手権が2L NAエンジンの4ドアセダンで争われる新規定（JTCC）に移行するなど、新たなカテゴリーも多数生まれた。ただしJTCCはメーカー間で政治的対立が生まれたことが大きな要因となって、1998年を最後にシリーズが消滅しており、国内ツーリングカーはJGTCがトップカテゴリになった。1990年にF4、1991年にフォーミュラ・トヨタがスタートしているほか、1996年には全日本F3000がフォーミュラ・ニッポンへとリニューアルするなど、フォーミュラカーレースの編纂も行われた。こうした日本国内のレースにはミハエル・シューマッハやジャック・ヴィルヌーヴ、エディ・アーバイン、ハインツ＝ハラルド・フレンツェン、トム・クリステンセン、ペドロ・デ・ラ・ロサなど後に世界で活躍するドライバーが多数参戦している。また二輪のWGPチャンピオンのワイン・ガードナーもJGTCに参戦した。
二輪の世界では、WGPにおいて原田哲也（1993年、250ccクラス）、坂田和人（1994年・1998年、125ccクラス）、青木治親（1995年・1996年、125ccクラス）といったライダーが次々にシリーズチャンピオンを獲得。125ccクラスでは日本人が表彰台を独占する光景もよく見られるなど、日本人ライダーの最盛期を迎えた。従来「マシンは一流だがライダーは三流」と海外のメディア等で揶揄されることの多かった日本においても、世界選手権の舞台でタイトル争いのできるライダーが育つようになったことが証明された。その要因としてポケットバイクレースの普及による若年層からの才能育成がある。彼らは互いに競い合いながら成長し、激戦の全日本選手権を経て海外に進出。メーカーワークスの支援を受ける者以外にもプライベーターとして活躍し、海外チームと契約する者なども現れ、WGPにおける一大勢力となった。500ccクラスでも阿部典史や岡田忠之が優勝を記録し、チャンピオンマシンは日本メーカー一色となった。また国内750cc自主規制が1990年に撤廃されると、900ccのスーパースポーツが続々とスーパーバイク化された全日本に投入されるようになった。
1992年の参議院選挙において、レーシングドライバー・ライダーたちの支持を得たモーター新党なる政党が出馬したが、議席獲得には至らなかった。

### 2000年代
21世紀に入りまず大きく変化があったのがラリー界である。これまで警察の規制等の関係から、一般公道を使用した速度無制限のスペシャルステージを持つラリーの開催は国内では難しいと言われていたが、2001年にWRCへの昇格を目指したイベントとして日本アルペンラリー、ラリー北海道の2イベントが開始。2004年にはラリー北海道がWRCイベントに昇格しラリージャパンとして開催された。2000年にはトヨタ・ヴィッツによる入門者向けラリーも開幕した。これらより、従来日本国内ではサーキットレースに比べ影の薄かったラリーに注目が集まるようになった。下位カテゴリーであるプロダクションカー世界ラリー選手権（PWRC）では三菱・スバルが完全制圧。2005年・2007年に新井敏弘がシリーズチャンピオン（日本人初のFIA世界選手権タイトル）を獲得している。JWRCでもスズキが3度ドライバーズチャンピオンを輩出し、「イエローバレット」の異名を取った。
しかしWRCの最高クラスではそうした注目度の高さに反比例して勝てなくなり、1999年トヨタに続いて三菱も2005年で撤退。前世紀にあれだけル・マンを賑わせたトヨタ・日産・マツダも耐久の世界から姿を消し、テレビ朝日は2003年でル・マンの中継から撤退。四輪モータースポーツの華は従来以上にフォーミュラカーレースへと移っていった。
2000年には日本人が英国・ドイツ・フランス・マカオグランプリの各F3で王者となる活躍を見せた。F1ではホンダが2000年よりB・A・Rへのエンジン供給の形で復帰し、WRCとル・マンから撤退したトヨタも2002年よりトヨタF1としてフルコンストラクター体制で参戦。日産も親会社のルノーを通じてF1のテストに本山哲を送り込んでいる。ホンダは2006年よりB・A・Rを買収するかたちでフルワークス参戦を再開し、鈴木亜久里率いるスーパーアグリF1チームも2006年〜2008年にかけてホンダの支援を受けてF1に参戦し、2つのフルワークスを含む3つの日本チームが揃い踏みした。またホンダ・トヨタがエンジンを供給するCART/インディカーにも日本人ドライバーたちが続々参戦。こうした機運に加えてブリヂストンタイヤを履く皇帝ミハエル・シューマッハのカリスマ性、V10エンジンの咆哮などに第二次F1ブームと呼べる人気を呼び起こし、日本GP動員数でバブルのそれを上回った。00年代後半にはGP2や欧州F3に多数の日本人ドライバーを送り込むようになり、ファンたちは初の日本人ドライバーのF1優勝を夢見た。
なおトヨタはインディカ－でタイトルを獲得した後にNASCARへと転身している。北米のスポーツカーレースではレクサスがデイトナ24時間レースを3連覇し、アメリカン・ル・マン・シリーズでもホンダ、マツダが活躍した。またF1に次ぐ選択肢としてCART/インディカーが注目されるようになり、F1を終えた中野信治や高木虎之介、海外レースへの挑戦として武藤英紀、松浦孝亮らが参戦した。なおスーパーアグリも同様に、F1の下準備としてフェルナンデス・レーシングとの提携で参戦していた。
日本のプライベーターチームでは、先述の亜久里がF1とインディカーに参戦したほか、チーム郷が荒聖治とともにアウディ・R8でル・マン24時間レースを制覇している。2000年代前半はテレビ朝日が中継していたこともありまだル・マンへの注目度が高く、テレビ朝日とチーム郷のジョイントである「チーム龍」、先述の近藤真彦のKONDO RacingやチョロQレーシング、後半でもチーム・タイサン、ゲイナーなどによりル・マンへの挑戦が行われていた。またラリージャパンにも多数のプライベーターが参戦した。
国内サーキットレースでは、従来のJGTCが海外への本格的な進出もにらみ、2005年にSUPER GTと名前も新たに体制を一新した。2009年からはフォーミュラ・ニッポンとSUPER GT・GT500クラスでエンジン仕様の共通化が図られ、現在に繋がるようなトップカテゴリーの再編が徐々に進行している。
若手ドライバーの育成に日本の自動車メーカーが本格的に取り組み始めたのも、この時期の特筆すべき事項の一つである。既に1990年代よりホンダが鈴鹿サーキットレーシングスクール（SRS）、トヨタがフォーミュラトヨタレーシングスクール（FTRS）といったレーシングスクールを開設していたほか、1999年にはホンダがフォーミュラ・ドリーム（FD）をスタートさせていたが、2005年にはトヨタが、それまで欧州と日本で別れていた若手ドライバーの育成プログラムをトヨタ・ヤングドライバーズ・プログラム（TDP）として一本化したほか、2006年にはトヨタ・ホンダに日産を加えた3メーカーが共同でフォーミュラチャレンジ・ジャパン（FCJ）を発足させた。これに伴うかたちで2007年には日産もニッサン・ドライバー・デベロップメント・プログラム（NDDP）と題した育成プログラムを開始している。
またこの時期、従来のモータースポーツとは全く異なる新しい流れとして「ドリフト競技」が誕生した。2001年にスタートした全日本プロドリフト選手権（D1グランプリ）は、従来のモータースポーツファンとは異なる、いわゆるドリフト族達の熱狂的な支持を得ることに成功し、2005年には下位カテゴリーとしてD1ストリートリーガルを新設、2004年からはアメリカでもシリーズ戦が開催されるなど、今やロードレース・ラリー・ジムカーナ等に続く新たな四輪モータースポーツのカテゴリーとして定着しつつある。
このようにモータースポーツ文化は栄華を誇ったかに見えたが、2007年リーマン・ショックによる金融危機が日本企業たちを直撃。ホンダ・トヨタのF1活動、スバル・スズキのWRC活動、三菱・日産のダカール活動などほぼ一切の国際的レース活動が撤退に追い込まれ、2010年代前半まで冬の時代を迎えることになる。
オートバイレースでは、WGPがMotoGPへと改称。ホンダとヤマハを駆るバレンティーノ・ロッシが黄金時代を築いた。カワサキも2000年から参戦しているが、一勝もできないままやはりリーマンショックの影響で撤退している。また2004年に藤波貴久がトライアル世界選手権のシリーズチャンピオンとなったことで、これまでモトクロス・ロードレースに比べ認知度の低かったトライアル競技への注目が集まるようになった。日本人ライダーは、ホンダの宇川徹が改称後のMotoGPクラスとしては初となる日本人優勝を2002年に挙げている。2004年には玉田誠も同クラスで優勝している。スーパーバイク世界選手権では芳賀紀行が3度のランキング2位を記録し、ブリティッシュスーパーバイク選手権でも清成龍一が3度チャンピオンを獲得している。

### 2010年代
前述の通り日本企業たちは一斉に世界選手権から撤退。この時点でFIA GT1世界選手権の日産、PWRCのスバル、JWRCのスズキは持ちこたえていたが、FIA-GT1とPWRCは2012年、JWRCは2010年でそれぞれ消滅し、戦場そのものをも奪われてしまった。
日本の自動車・タイヤメーカーが撤退したF1では小林可夢偉が孤軍奮闘。日本グランプリで鈴木亜久里以来となる3位表彰台を獲得するが、その年限りでシートを喪失。フェラーリのGTワークスチームを経て、2014年に持ち込み金でF1に復帰するも、チームの空中分解により結果を残せなかった。彼以外にも佐藤公哉、笹原右京などがメーカー支援無しに欧州フォーミュラへと挑戦し、一部は井上隆智穂も経営に関わるスーパーノヴァ・レーシングから参戦したものの、スーパーライセンスの規則改訂による障壁もあって、F1まで辿り着けず帰国している。
ホンダは可夢偉と入れ替わる形でF1に2015年に復帰。最初の3年間はマクラーレンとの組織的紛糾もあって結果を残せなかったが、レッドブルにパートナーが変わると躍進し、2019年には3回の優勝を記録するまでになった。
2000年台は絶大な人気を誇ったF1であったが、2012年にフジテレビは20年以上続いていた地上波中継から撤退。2014年にハイブリッド規定が導入され、F1の代名詞である多気筒自然吸気の甲高いエキゾーストノートが聞けなくなったことや醜いノーズなどを始めとする様々なルール改訂、さらに長らく続く1チームの独走により「退屈になった」という議論が頻繁に起きるようになり、F1以外のカテゴリも見直そうという気運が高まった。
耐久では2012年からWEC（世界耐久選手権）にトヨタがハイブリッドマシンで復帰。2014年にアウディ・ポルシェを相手にドライバーズ/マニュファクチャラーズの2冠を獲得した。一方でル・マンではなかなか勝利することはできず、2016年にはトップ快走中のファイナルラップに入る直前にマシントラブルが発生しリタイアするという「残り3分の悲劇」を演じるほどに勝利の女神から見放されていた。トヨタの悲願のル・マン制覇は、アウディ・ポルシェ撤退後の2018年を待たねばならなかった。日産は試験車両クラスでデルタウィング・ZEOD RCを経て、2015年に最高峰クラスへと本格参戦するが、準備不足やコンセプトの問題などが露呈し、一戦限りで撤退している。またいずれも大きな結果を残せてはいないものの、童夢、カーガイ・レーシング、MRレーシングなどのプライベーターや井原慶子、中野信治、黒澤治樹らがル・マンに参戦している。
新たに発足した電気自動車のフォーミュラEでは、日産が親会社のルノーを引き継いで2017年から参戦している。
ラリーはしばらく日本メーカー不遇の時代が続いたが、2017年にトヨタが復帰。2戦目で早くも勝利を飾ると、2018年にマニュファクチャラーズ、2019年にドライバーズチャンピオンを獲得。ダカールでも2012年からトヨタが参戦し始め、2019年に初の総合優勝を果たした。同社は自身も『モリゾウ』名義でレーサー活動を続けている豊田章男がモータースポーツ活動に積極的であり、2015年にはワークス活動を、元々自身のプライベートチームの名称であった『TOYOTA GAZOO Racing』の名のもとに一本化。2017年にはモータースポーツに結びつけたスポーツカーブランド『GR』を設立している。
北米ではホンダがインディカー、トヨタがNASCARに継続参戦し、いずれもタイトル常連となっている。さらに佐藤琢磨は2017年に日本人で初めてインディ500を制覇するという快挙を達成した。スポーツカーレースでもLMP1規定時代から北米マツダとアキュラが参戦。2017年にDPi（デイトナ・プロトタイプ・インターナショナル）規定が取って代わると日産も2年のみ参戦し、キャデラック勢と戦いを繰り広げた。小林可夢偉はキャデラックからデイトナ24時間に参戦し、1992年の以来の日本人による総合優勝を果たしている。またプライベーターとしては井原慶子、寺田陽次郎やD'station Racingの星野敏がスポット参戦している。
レクサス・日産・ホンダは世界で活況を呈しているグループGT3規定にも参入し、国内外で一定の戦績を収めている。日産はブランパンGTシリーズで、ホンダはIMSAのGT3マシンクラスでチャンピオンを獲得した。
国内カテゴリはフォーミュラ・ニッポンが国際化を狙ってスーパーフォーミュラと改称し、元F1ドライバーやストフェル・バンドーンやピエール・ガスリー、フェリックス・ローゼンクビストといったGP2や欧州F3のチャンピオンドライバーの参戦が相次いだ。
SUPER GTでは、GT500のマシン規定をDTMに合わせた『クラス1』に統一。2019年には交流戦が実現しているが、DTM側の都合でこの年限りとなっている。こちらもスーパーフォーミュラ同様、F1王者ジェンソン・バトンやF1ウィナーヘイキ・コバライネンなどが参戦。GT300は各チームでの開発を必要としないグループGT3で溢れかえるようになったが、これに危機感を抱いた運営は低コストで各チームの開発を可能とするマザーシャシーを導入している。伝統の鈴鹿1000kmは鈴鹿10時間にリニューアルし、SUPER GTからは外れてIGTCの一戦として開催されるようになった。
2010年台はこのようにトヨタ・ホンダ・日産が国際的に精力的なワークス活動を行う一方で、マツダ・三菱・スズキ・ダイハツなどのように本国を主体とするワークス活動を国内外問わず一切行わないメーカーとの温度差が鮮明になった時期でもある。スバルは唯一これらの中間に位置する存在として、世界選手権ではないもののGT300やニュルブルクリンク24時間レースでのワークス活動を行っている。
二輪もリーマンショック後はカワサキとスズキのMotoGP活動休止や、ワークス勢の8耐撤退があったが、徐々に回復。MotoGPではほぼヤマハのホルヘ・ロレンソとホンダのマルク・マルケスだけで選手権を二分した。カワサキはスーパーバイク世界選手権で躍進を遂げ、前人未到の選手権6連覇を達成した。青山博一がMotoGPの250ccクラス王者となったが、日本人ライダーの国際的な活躍は2000年代に比べると大幅に減っており、スーパーバイクでも苦戦を強いられている。2017年にはスズキがモトクロス世界選手権のワークス参戦から撤退している。

### 2020年代
『CASEの時代』への対応の動きが加速し、レースカテゴリの「選択と集中」が今まで以上にシビアになった。ホンダが2021年末を持ってF1、北米マツダが同じく2021年末でのIMSAから撤退を表明している。二輪でもホンダが全日本ロードレースのワークスを撤退。モトクロスでも世界選手権に引き続き、スズキが北米及び全日本のワークス参戦から撤退した。一方でヤマハは全日本モトクロスにワークス復帰している。
2020年には佐藤琢磨が再びインディ500、小林可夢偉がこれまた再びデイトナ24時間を制覇。小林はこれに加えて2020年にWEC王者、2021年にル・マンを制覇するなど、スポーツカーレースの賞典を総舐めにした。
2021年には角田裕毅がF1、勝田貴元がWRCでフル参戦を開始。最終年となったレッドブル・ホンダはF1で悲願のドライバーズタイトルを、トヨタはWRCで復帰初となる3冠とWECタイトルを獲得。さらにモナコGP（ホンダ）、インディ500（ホンダ）、ル・マン（トヨタ）と日本メーカーが世界三大レースを総舐めにするという、まさに黄金の一年となった。また勝田がサファリラリーで、27年ぶりとなるWRCでの日本人2位表彰台も獲得している。ホンダはブランドとしてはこの年限りであったものの、2022年以降もHRCに機能を移管してレッドブルへの支援を続行する。
国内カテゴリでは全日本F3が、FIAによるF3規格の統一化に反発してスーパーフォーミュラ・ライツへと改称している。またスーパー耐久でモリゾウ（豊田章男）が旗振り役となって、各社が水素エンジンやバイオフューエルなどのカーボンニュートラル技術を試験する場として参戦し、「走る実験室」としてのレースを蘇らせている。
ダカールでは1990年代から活動を続けている日野自動車は10リッター未満クラス10連覇、同じくトヨタ車体のチームランドクルーザーは市販車部門8連覇を達成。二輪ではKTMの連覇をホンダが18でストップさせている。
世界的なCOVID-19によるパンデミックの影響を日本のレースも受けており、F1・MotoGPの日本グランプリとWRCのラリー・ジャパン、WECの富士6時間、EWCの鈴鹿8耐、IGTCの鈴鹿10時間レースなど欧州がメインの海外シリーズは軒並み2020・2021年と連続で中止、他のレースも無観客開催や日程の大幅な変更を余儀なくされている。

## 現状

### 自動車
原則として国際自動車連盟（FIA）に加盟するモータースポーツ統括団体（ASN）として日本自動車連盟（JAF）が管轄している。なお厳密に言えば、SUPER GTはFIA直轄のシリーズのためJAFの関与は限定的なものにとどまる。ドリフト競技は従来FIA/JAFの管轄外で行われていたが、2013年からはJAFがドリフト競技を公認対象に加えており、FIAも2017年に国際戦を開始するなどして地位を大きく向上させている。
カテゴリーとしては、スーパーフォーミュラとSUPER GTという2大シリーズを頂点に、フォーミュラカー路線ではスーパーフォーミュラ・ライツやFIA-F4、JAF-F4など、ツーリングカー路線ではスーパー耐久などのカテゴリーが存在している。いずれも独自規格の良さを主張しつつも、国際的地位を築くために様々な試みがなされている。
観客動員という点では、SUPER GT等のツーリングカーレースが人気を博する一方で、スーパーフォーミュラを頂点とするフォーミュラカーレースは動員が芳しくない状況が続いている。このためスーパーフォーミュラの各チームはSUPER GTに比べスポンサーの獲得に苦戦する状況となっている。
国際大会まで含めると、F1の日本グランプリが、00年代ほどの勢いは無いものの、今も観客動員数10数万人という圧倒的な規模を誇る。また2017年にトヨタがWRCに復帰して以降は、トヨタの強力な後押しでラリーも大きく地位を向上させており、ラリー・ジャパンがWRCカレンダー復帰を果たしたり、地上波での報道番組や映画化などで積極的なプロモーションが行われている。

### オートバイ
国際モーターサイクリズム連盟(FIM)に加盟するモータースポーツ統括団体である日本モーターサイクルスポーツ協会(MFJ)が管轄している。基本的に全日本格式のものだけであり、エリア選手権等は管轄下ではあるが関与自体は限定的なものである。なお日本における最大のオートバイレースイベントといえる鈴鹿8時間耐久ロードレースに関してはFIM世界耐久選手権の1ラウンドではあるが、MFJ管轄となっている。
カテゴリーとしては全日本ロードレース選手権、全日本モトクロス選手権、全日本トライアル選手権、MOTO1オールスターズ、全日本エンデューロ選手権の全日本格式となる各選手権と、MFJレディースロードレースを始めとして各サーキット単位で行われるエリア選手権が存在する。さらにサーキット等が独自に行っているレース等も存在している。
どのカテゴリでも古くから現代まで日本車メーカーが圧倒的な力でタイトル常連となっている一方で、国際的に活躍できる日本人ライダーは年々減っている。
観客動員に関しては、かなりの苦戦を強いられている。特に鈴鹿8時間耐久ロードレースを含めロードレースは、最盛期ともいえる80年代後半〜90年代前半の最盛期以降は観客離れに歯止めがかからない状況となっている。

## 問題点
日本のモータースポーツも決して順風満帆なわけではなく、数多くの問題点を抱えている。ここではその中からいくつか代表的なものを挙げる。

### 国際化への対応
日本のモータースポーツ界は、国内に複数の大手自動車メーカーや多数のレーシングガレージが存在することから非常に技術レベルの高い戦いが繰り広げられる一方で、世界の趨勢と異なる発展を見せる部分がある。代表的なものはフォーミュラカーで、1980年代から日本のフォーミュラカーレースは全日本F3000、フォーミュラ・ニッポン、スーパーフォーミュラといずれも独自規格を持つことを身上とするカテゴリとして存続しており、下位カテゴリのスーパーフォーミュラ・ライツもまたワンメイクの国際規格への反発から独自路線を歩んでいる。
しかし「海外のレースとの交流が困難となり、国際化という観点から問題がある」としてレース主催者等を批判する意見がある。事実、F3では独自規格が仇となってマカオグランプリでは近年好成績を収めることができていない。また欧州と日本では路面や使用タイヤも異なる上、日本のサーキット数は限られていることから、日本のみで育ったドライバーは日本の環境のみに習熟するばかりで、海外の未知の環境で活躍するのは難しいという指摘が以前よりされている。
ただ、1990年代には将来F1チャンピオンとなるようなドライバーが多数日本のフォーミュラに参戦していたり、2010年代に諸事情でF1にステップアップできなかったF2（またはGP2）チャンピオン含む有力ドライバーが多数押し寄せたり、逆にスーパーフォーミュラで活躍していたドライバーが海外のスポーツカーレースで成功するなど、一概に国際化できていないと言い切るのは難しい事実もある。
SUPER GTではガラパゴス化への危機感から、2014年にDTMの用いていた「クラス1」規定を採用し、2019年にDTMとの交流戦まで漕ぎ着けたものの、DTM側が2020年にクラス1規定を放棄してしまったため、この一回のみの交流となっている。
日本国内のレースシリーズの欧米進出は、上述のDTMとの交流戦、JGTCのアメリカ開催（1戦のみ）、D1グランプリがアメリカでシリーズ戦を行っているのが数少ない成功例となっている。逆に欧米レースの日本進出も、ル・マン24時間レースとの交流を大きな柱とした全日本スポーツカー耐久選手権（JLMC）がわずか2年で終了に追い込まれたのがよく言われているが、これ以外ではフォーミュラ・ドリフト、TCR Japanのように継続されているイベントもある。
欧米の有力チームを日本のレースシリーズに呼び込む試みも過去何度か行われているものの、欧米とは距離が離れているという地理的要因から遠征経費がかさむという問題や、参戦自体が日本市場に対する欧米の自動車メーカーの販売政策に左右されるという問題があり、事例は少ない。しかしスーパーフォーミュラでも香港のKCMGや、日本チームとのジョイントという形で欧州F3のモトパークが参戦しており、日本のレースに興味を示している海外チームが一定数居るのも事実である。
アジア圏内という観点では、アジアでモータースポーツが盛んになるのが遅かったこともあり、成功例はマカオグランプリ程度であった。過去には韓国のフォーミュラ・コリアに一時日本からシャシーを供給したり、フォーミュラ・BMWアジアのシリーズ戦をオートポリスで開催したりしたこともあるが、いずれも現在は中断している。一方でSUPER GTが毎年マレーシア・セパンサーキット→タイ・チャーン・インターナショナル・サーキットでシリーズ戦を行っていたり、サンダーアジアや トヨタ・チーム・タイランドといったアジア国籍のチームが定期的に参入していたり、APRCを毎年開催していたりと、一定の成果を収めている事例もある。2021年現在はアジアン・ル・マン・シリーズやGTワールドチャレンジアジアといった、アジア圏の富裕層をターゲットとしたレースでは盛んに交流が行われており、日本のチームにアジアンドライバーが、アジアンチームに日本人ドライバーが乗る例が頻繁に見られる。またタイ王国では「ARTO大阪」がTRDタイランドとの協力で、タイのレースに多くの日本人ドライバーを送り込んでいる。
二輪は四輪以上に競技人口が減少しており、その対策として全日本ロードレースを参加型した結果、2000年代に空洞化・アマチュア化が進んだことが、国際的ライダーの大幅な減少につながったとされている。また全日本のFIMと異なる車両規則が、日本人のMotoGPへのワイルドカード参戦を阻んでいるという声もある。

### ドライバー育成とメーカー
トヨタ、ホンダ、日産を中心に自動車メーカーが若手育成プログラムを運営し、その出身である佐藤琢磨、中嶋一貴、小林可夢偉、千代勝正といったドライバーたちが海外で結果を残している。
しかしそれが災いし、日本メーカー同士のしがらみという問題にも繋がっており、スーパーフォーミュラでは日産の育成ドライバーが、トヨタ・ホンダ両側からエンジン供給を拒否されていた事例があった。
海外のドライバーではセバスチャン・ブエミのように複数の日本メーカーとの間で同時にワークス契約をしていたり、小林可夢偉やアンドレ・ロッテラーのように日本メーカー1社＋海外のメーカーとの同時に複数メーカー間で契約という事例はあるが、日本人ドライバーの日本メーカー同士でそのような事例を探すのは難しく、親子会社の関係にあるトヨタとスバル間でドライバーの融通がある程度である。松田次生や伊藤大輔のように他の日本メーカーへ籍を移すことはよくあるものの、籍を起きつつ他の日本メーカーのプロレベルのマシンもドライブするというのは難しい現実がある。
また雇用先のメーカーの参戦状況次第で、ドライバーが最終的に上り詰めることのできるステージの上限も決まってしまう。例えば2000年代にはトヨタとホンダのどちらかの育成プログラムに入ればF1を目指すことはできたが、現在はホンダの育成プログラムでしか目指せなくなっている。同様にWRCのトップレベルを目指す場合も、トヨタしか選択肢が無い。これは日本のプライベーターチームが海外で有力チームとして生き残ってないこととも関係がある。
自ら資金をかき集めて海外レースに単身挑戦するような志ある日本人ドライバーは毎年何人もいるものの、上述のメーカー育成ドライバーたちに比肩する活躍をできた者はおらず、多くは夢を諦めて日本に帰ってくるか、現実を受け止めてレース自体を止めてしまう者もいる。そうした事情から、日本人が世界レベルのレースで頂点を目指すには、資金力や海外へのツテも豊富なメーカーに頼らざるを得ないのが現状である。

### 興行体制
興行という側面から見た場合に問題となるのが、「多くのレースシリーズにおいて、統一したレースプロモーターやディレクターが存在しない」という点である。
日本のレース興行は元々各サーキットが独自にシリーズを運営する形から始まったため、1970年代には富士スピードウェイが富士GCを中心とするスポーツカー路線を取ったのに対し、鈴鹿サーキットは全日本F2000を中心とするフォーミュラカー路線で対抗するなど、サーキット同士が対立する事態もしばしば発生した。実際1976年には、鈴鹿サーキットが富士GCで使われるのと同じスポーツカーによるレースを企画した際に富士スピードウェイが強く反発し、「鈴鹿のレースに出場したドライバーは富士GCへの参戦を禁止する」とドライバーに通達したことすらある。
サーキット同士の対立は現代では見られなくなったものの、これらの要因から、現在もスーパーフォーミュラを始めとする多くのレースでは、各サーキットが独自にレースディレクターや審判長を用意してレースを運営している。このため、異なるサーキットで同じような事故やレギュレーション違反が起こった場合に、サーキットによって処罰内容が違うといった事態が起こることがあり、チームやドライバーなどから問題視されている。レース参加者の間からは当然ながら「インシデント時の判断基準を統一して欲しい」といった要望が以前から挙がっており、実際SUPER GTでは、2005年にJAFの管轄から離脱したのをきっかけに統一したレースディレクター職を設け、2008年からは「ドライビングスタンダードオブザーバー」として服部尚貴を起用しより正確な判定の実現を目指すなどの対策を行っている。
また二輪レースは慢性的なプロモーション不足が指摘されており、地上波での中継は全くされていない。8耐は有料放送が毎年行われているが、全日本ロードレースは防犯カメラの固定映像をネット中継で流す程度に留まっている。